# Лупгхар-Сар
Лупгхар Сар (англ. Lupghar Sar) (7200 м) — 109-та за висотою вершина в світі і 47-ма — у Пакистані. Розташована в хребті Гіспар Музтаг, у Каракорумі, в Гілгіт-Балтистані. Є частиною масиву гори Момхіль Сар, від якої розташована за 3,5 км на північ. Вершина являє собою витягнутий гребінь схожий за формою на  вальмовий дах великої крутості довжиною близько 5 км. Лупгхар Сар перекладається з  Ваханської мови як «вершина великої скелі».
Перше сходження в 1979 р. здійснили члени японської команди Т. Назука (T. Nazuka), Г. Шімізу (H. Shimizu) i Йо. Ватанабе (Y. Watanabe).